# Paulito FG
 (mars 2025).
Si vous disposez d'ouvrages ou d'articles de référence ou si vous connaissez des sites web de qualité traitant du thème abordé ici, merci de compléter l'article en donnant les références utiles à sa vérifiabilité et en les liant à la section « Notes et références ».
Paulito FG ou Paulo FG ou  Pablo FG, noms de scène de Pablo Alfonso Fernández Gallo, né le 11 janvier 1962 et mort le 1er mars 2025 à La Havane (Cuba), est un chanteur cubain de salsa et de timba.

## Biographie
Paulito FG commence sa carrière professionnelle en chantant avec Adalberto Álvarez et Dan Den. 
Il rejoint ensuite le groupe Opus 13, dirigé par les arrangeurs Joaquín Betancourt et Juan Manuel Ceruto. Paulito prend la direction d'Opus 13 au début des années 1990.
En 1992, il fonde son propre groupe, La Elite. 
Tú no me calculas sort en 1993, le groupe assure la promotion de sa sortie à La Havane et à Tokyo.
En 1994, il signe sur le label Magic Music (Barcelone) et sort l'album Sofocándote, qui reste classé pendant 22 semaines dans le Hit Parade de Radio nacional (Cuba). Parmi les musiciens figure le batteur Yoel Páez, l'un des meilleurs de Cuba.
En 1996, son nouvel album El bueno soy yo reçoit le prix Egrem du meilleur album de la catégorie « Música Bailable ». Sur l'album figurent Sergio Noroña (piano), Yosvel Bernal (synthétiseur), Joel Domínguez (basse), Tomás Cruz (congas) et Yoel Páez (batterie).
En 1997 sort l'album Con la conciencia tranquila sur le label Fania, dont plusieurs morceaux seront classés dans le hit-parade cubain.
En 1998, il enregistre un hommage au chanteur portoricain Tito Rodríguez, Tributo a Tito Rodríguez. 
En 2000 sort l'album Una vez más por amor. L'album marque la fin de sa collaboration avec Juan Ceruto : la moitié des chansons ont été arrangées par Ceruto et l'autre moitié sans lui après son départ. Sur l'album figurent Mauricio Herrera (batterie), Jorge « El Toro » Castillo (congas), Cristóbal Verdecia (basse) et Rolando Luna (piano).
En 2002 sort l'album Te deseo suerte, classé lui aussi dans le hit-parade cubain.
En 2005 sort l'album Ilusión sur le label BisMusic, un album de classiques du boléro, avec comme directeurs musicaux Fernando Soria et Ángel Martínez, arrangé par Fernando  Soria y Paulito FG, prix du meilleur album au Festival Cubadisco 2006 dans la catégorie « Cancionística ».
En 2006 sort l'album Un poquito de to´ (BisMusic), fusion de son,  rock, rumba, jazz, rap, reggaetón.
En 2010 sort Sin etiqueta, album de timba essentiellement.
Son conguero Tomás Cruz s'est montré très inventif :
- Beaucoup de ses tumbaos s'étendent sur deux ou même quatre claves dans la durée, quelque chose de très rarement fait précédemment.
- Il a apporté des innovations au rythme songo créé par Changuito et Raúl « el Yulo » Cárdenas de Los Van Van.
- Il a inventé plusieurs rythmes : pour la chanson de Paulito, Llamada anónima, il joue un motif sur trois congas adapté du rythme folklorique afro-cubain makuta, d'origine congolaise.

Paulito a déclaré que pendant la crise économique cubaine du milieu des années 1990, connue sous le nom de période spéciale, la musique timba offrait l'occasion «d'oublier les pénuries, l'électricité coupée, le mauvais transport, de trouver refuge».
Au fil du temps, les musiciens de timba ont cherché à obtenir une partie de la richesse qu'ils gagnaient pour les institutions de l’État. Ils ont commencé à s'habiller dans un style hip-hop plus « bling-bling », imitant les aspirations économiques de nombreux Cubains en difficulté. Cela a conduit l’État à retirer son soutien et à devenir hostile au mouvement timba. 
Lors d'une interview en 2013, Paulito déclarait : « Il fut un temps pendant la période spéciale où nous [los timberos] étions une aide économique importante pour la Révolution, mais plus tard cela changea — précisément à cause de la grande demande que nous avions créée — cela devint quelque chose qui était désapprouvé dans une telle société ».
Paulito FG meurt le 1er mars 2025 à la Havane dans un accident de la route. L'accident a lieu à l'intersection du Malecon de Cuba et de la Calle 12.

## Discographie
- Reclamo por tu cuerpo (Opus 13) (1991)
- Tú no me calculas (1993)
- Sofocándote (1995)
- Paulito ("El bueno soy yo") (1996)
- Con la conciencia tranquila (1997)
- Una vez más... por amor (2001)
- Te deseo suerte (2003)
- Ilusión (2005)
- Un poquito de to' (2005)
- Sin etiqueta (2010)
- Abre que voy (2013)
- Brindando (2019)
- Transición (2025)